# Škofjeloški kruhki
Škofjeloški kruhki so pecivo iz začinjenega medenega testa, odtisnjenega v lesene kalupe. Za razliko od medenjakov ne vsebujejo jajc. 
Niso enake sestave, kot lectovo pecivo, tudi niso okrašeni z barvami in predmeti (sladkorne rožice, papirni odtisi glav, lističi s priložnostnimi verzi in ogledalca).

### Sestavine
Testo je narejeno iz ržene moke. Sestavine so še med, jelenova sol (pepelika), mleti poper, cimet in nageljnove žbice. Pavle Hafner je priporočal cvetlični med, ker naj bi bilo z drugim testo kašasto.
Če je pravilno pečen, se kruhek ne pokvari in se ga hrani več let. Je precej trd. Lahko pa se ga samo posuši.

### Kalup
Najprimernejši les za rezljanje kalupa, ki mora biti primerno velik in debel, je hruškov, češpljev ali javorjev. Kalupe so izdelovali moški, najpogosteje so rezljali srca, pipe in pokroge (lunice). Najstarejši prikazujejo moškega in žensko v narodni noši ter živali. Modeli so torej prikazovali človeško in živalsko figuraliko, rastlinske, cvetlične in geometrijske motive, upodobitve predmetov, nabožne motive, fantastične živalske motive ter frigure in prizore iz plemiškega okolja. Kalupi so prihajali tudi iz drugih dežel avstroogrske monarhije.

### Priznanje loškega kruhka kot kulturne dediščine
17. februarja 1993 so v Sloveniji štiri nove poštne znamke s podobami slovenske kulturne dediščine (iz serije Evropa v malem) zamenjale dotedanje z grbom. Okrogli škofjeloški kruhek z monogramom IHS je bil upodobljen na znamki za en tolar.
13. aprila 2018 je Ministrstvo za kulturo RS izdelovanje škofjeloških kruhkov in kalupov ter izdelovanje dražgoških kruhkov vpisalo v register nesnovne kulturne dediščine.

### Obrtniki
Z izdelovanjem kalupov se je ukvarjal Ivo Plestenjak, oče slikarke Dore Plestenjak, s tem pa nadaljuje njegova vnukinja Petra Plestenjak Podlogar.

## Članki o lesenih modelih in malih kruhkih
- Polanc, Jožica (2000). "Leseni modeli za loške kruhke." Les (Ljubljana). letnik 52, številka 9, str. 296+301-302. Dokument v zbirki Digitalne knjižnice Slovenije.
- Golob, France (1986). "Leseni modeli za mali kruhek z loškega ozemlja". Loški razgledi. letnik 33, številka 1. Dokument v zbirki Digitalne knjižnice Slovenije.
- Sterle Meta (1981). "Mali kruhek na Loškem". Loški razgledi. letnik 28, številka 1. Dokument v zbirki Digitalne knjižnice Slovenije.
- Orel, Boris (1937-1939). "Od kruha do "malega kruhka"". Etnolog (Ljubljana). knj. 10/11, str. 198-219. Dokument v zbirki Digitalne knjižnice Slovenije.
- Ložar, Rajko (1937-1939). ""Mali kruhek" v Škofji Loki in okolici". Etnolog (Ljubljana). knj. 10/11, str. 169-197. Dokument v zbirki Digitalne knjižnice Slovenije.